# Infonetz Krebs
Das Infonetz Krebs ist ein Informations- und Beratungsdienst zum Thema Krebs, den die Deutsche Krebsgesellschaft (DKG) und die Stiftung Deutsche Krebshilfe (DKH) in Bonn unterhalten. Das Infonetz richtet sich vor allem an Krebspatienten und deren Angehörige und soll neben medizinischen Themen auch psychoonkologische Probleme oder sozialrechtliche Fragen abdecken. Die Beratung sowie das Informationsmaterial werden kostenlos angeboten. Der Dienst wird aus Mitteln der Deutschen Krebshilfe finanziert. In der Corona-Pandemie 2020 schloss sich das Infonetz Krebs auch der Task Force Krebs an, die das Deutsche Krebsforschungszentrum (DKFZ) mitträgt.

## Geschichte
Voraussetzung für die 2014 geschaffenen Dienstleistung war die Vereinbarung von Deutscher Krebsgesellschaft und Deutscher Krebshilfe von 2012 zur engen Zusammenarbeit. Dieses langjährige Bündnis gilt auf dem Gebiet der Krebsinformation, für Publikationen mit für Patienten verständlicher Darstellung der Problematik sowie für Informationsveranstaltungen und Kongresse.
Geschulte Mitarbeiter vermitteln Ratsuchenden kostenfreie Informationen nach aktuellem Stand der Medizin und der Wissenschaft. 2015 wurden bereits 10.000 Gespräche geführt und schriftliche Anfragen beantwortet.

## Grundlagen
Grundlage für den telefonischen Beratungs- und Informationsdienst ist eine wissenschaftliche Datenbank beruhend auf Fachartikeln, Studien, Gesetzestexten und Erfahrungsberichten von Betroffen. Die Inhalte seien laut der ehemaligen Leiterin des Datenbankprojekts bei der Krebsgesellschaft, Jutta Hübner, „so aufbereitet, dass sie die Patienten verstehen können“. Die Deutsche Krebshilfe sorgt für die Abwicklung der Beratung. Das Angebot ist als zusätzlicher Service gedacht und soll den Patienten dabei unterstützen, aktiv und informiert an seiner Behandlung teilzuhaben.

## Kooperation
Seit 2017 bieten im Haus der Krebs-Selbsthilfe in Bonn organisierte Fachverbände auch ihre Mitwirkung bei der bundesweiten Telefonberatung an. Entsprechend den Fachthemen kommen zum Team Infonetz Krebs bei Bedarf Experten aus dem Bereich wie Deutsche Leukämie- & Lymphom-Hilfe e. V. sowie andere Fachleute aus Selbsthilfe-Vereinigungen, die Krebspatienten und ihren Angehörigen „Ratschläge aus der Praxis“ kostenlos erteilen. Im Jahr 2017 suchten unter rund 8.000 an Krebs erkrankte Menschen beim Beratungsdienst Infonetz Krebs oft mehrfach Rat und Hilfe. 2018 gibt es aktuell zehn Vereinigungen, die mit der Deutschen Krebshilfe in der Beratung ehrenamtlich Kooperieren.